# Apuania Carrara Tennistavolo
L'Unione Sportiva Apuania Carrara Tennistavolo (U.S.D. Apuania Carrara T.T.) è una delle società più prestigiose a livello nazionale ed europeo e tra le più titolate d'Italia.
Nasce nel 1968 come squadra nelle attività dell'oratorio e nel 1969 viene affiliata alla FITeT.
Il traguardo più importante viene raggiunto nel 2013, quando la squadra nella Serie A1 maschile conquista il suo primo scudetto. La società ha vinto attualmente 7 Scudetti (2013, 2014, 2017, 2018, 2021, 2023, 2024), cinque titoli di Coppa Italia (2018, 2021, 2022, 2023, 2024), quattro titoli di Supercoppa Italiana (2021, 2022, 2023, 2024) e una Europe Cup (2022) riportata in Italia dopo ben 38 anni, e ha raggiunto i quarti di finale della Coppa Campioni. La società vanta il primato dei campionati vinti (7) (il Campionato si svolge dal 1949) e dei titoli di Supercoppa Italiana (4).

## Cronistoria
La prima squadra è presente dal 2008 nel campionato di Serie A1 maschile e ha vinto lo scudetto nei seguenti anni:
- Stagione 2013 Nazionale: 1ª Classificata[2]
- Stagione 2014 Nazionale: 1ª Classificata[2]
- Stagione 2017 Nazionale: 1ª Classificata[2]
- Stagione 2018 Nazionale: 1ª Classificata[2]
- Stagione 2021 Nazionale: 1ª Classificata[2]
- Stagione 2023 Nazionale: 1ª Classificata[3]
- Stagione 2024 Nazionale: 1ª Classificata[4]

## Rosa attuale

### Squadra A1 maschile
- Viktor Brodd
- Mihai Bobocica
- Matteo Mutti
- Joao Monteiro
- Tomislav Pucar
- Hampus Soderlund